# Vironsaaret (ö i Norra Savolax)
Vironsaaret är en ö i Finland. Den ligger i sjön Viitaanjärvi och i kommunen Idensalmi i den ekonomiska regionen  Övre Savolax ekonomiska region  och landskapet Norra Savolax, i den centrala delen av landet, 400 km norr om huvudstaden Helsingfors. Öns area är 2,6 hektar och dess största längd är 360 meter i öst-västlig riktning.  Notera att namnet antyder att det är fråga om flera öar.